# Groenboek
Een groenboek is een document, dat kan worden gepubliceerd als eerste stap in een procedure waarbij wet- of regelgeving tot stand wordt gebracht. Groenboeken worden zowel binnen de Europese Unie als in sommige landen gebruikt.

## Europese Unie
Binnen de context van de Europese Unie kan door de Europese Commissie tijdens het ontwerpproces van een richtlijn een groenboek worden gepubliceerd. Dat is dan een discussiestuk, dat de bedoeling heeft op Europees niveau debat te stimuleren en meningen te inventariseren over een bepaald onderwerp. Meestal wordt in het groenboek een overzicht van verschillende ideeën over dat onderwerp gegeven, waarop geïnteresseerde burgers en organisaties dan hun visies kunnen geven. Een groenboek kan worden gevolgd door een witboek, dat dan meer uitgewerkte voorstellen voor regelgeving bevat en dat kan dienen als basis voor een nieuwe richtlijn.

## Andere toepassingen
Groenboeken vinden verder vooral toepassing in landen die een op het Britse recht gebaseerd bestuurssysteem hebben, zoals Australië, Canada, Ierland en het Verenigd Koninkrijk zelf. In deze context wordt een groenboek dan door de regering gepubliceerd. Het onderscheid met een witboek is daarbij echter niet altijd duidelijk.
De Tibetaanse regering in ballingschap stelde een groenboek op, om de regering verder te ontwikkelen en democratisch te hervormen in het geval Tibet ooit nog een onafhankelijke status mocht krijgen.